# 蓬通斯
蓬通斯，是西班牙加泰罗尼亚巴塞罗那省的一个市镇。总面积25平方公里，总人口414人（2001年），人口密度17人/平方公里。